# Конфузор
Конфу́зор (рос. конфузор; англ. confuser, contractor, reducer; нім. Konfusor) — напірна труба, що звужується за течією. 
Рух рідин у конфузорі супроводжується збільшенням швидкості і падінням тиску. Опір конфузора при рівних геометричних співвідношеннях завжди менший, ніж у дифузорі.